# 글램플레이
글램플레이는 몽키앤빌즈가 개발한 실존 인플루언서 육성 시뮬레이션 모바일 게임이다.
- 다운로드 링크 : 글램플레이  - 구글 플레이

## 개요
2022년 1월에 몽키앤빌즈라는 한국 기업에서 제작하여 배포한 게임이다.

호텔 카지노 육성 시물레이션 게임이라는 글램플레이만의 유니크한 장르를 추구하는 게임으로, 글램시티라는 가상의 도시에서 호텔을 재건 하는 미션을 수행한다.
호텔 특성상 층별 시설이 있으며, 시설에 파트너들을 배치하여 돈을 벌고, 카지노를 통해서 추가적인 수익을 얻는 선순환 구조를 가지고 있다.
독특한 것은 재건을 위해서 파터너들과 협업하여야 하는데, 파트너들이 실존하는 인플루언서들이다.
심지어 파트너들은 치어리더 하윤, 영화 배우 신새롬, BJ 레빈 등 현재 활동 중인 유명 인플루언서 들이다.

## 재화
- 다이아 : 게임 내에서 기본적 재화로 사용되며, 상점 등에서도 사용 가능한 재화
- 골드 : 시설을 통해서 획득하는 재화, 칩으로 환전할 수 있다.
- 칩 : 포커 및 슬롯머신에서 사용
- 메달 : 슬롯머신을 통해 얻은 재화로 레어 아이템으로 교환 할 수 있다.
- 애정도 : 파트너가 가진 포커 스킬을 향상 시키는데 사용
- 감사패 : 보스 또는 변태를 해치우면 카지노로부터 받는 감사패로, 희귀 아이템으로 교환 가능
- 파트너 코인 : 파트너 영입 및 코스튬 구매에 사용